# Scarlet Gruber
Scarlet Gruber (sinh tại Caracas, Venezuela), là một nữ diễn viên và vũ công người Venezuela. Cô là con gái của Astrid Gruber và Gabriel "El Chamo" Fernández.

## Đóng phim
| Năm  | Tựa đề                      | Vai trò         | Ghi chú   |
| ---- | --------------------------- | --------------- | --------- |
| 2012 | Với Elizabeth trên núi Dora | Elizabeth       |           |
| 2015 | Mất Ocho                    | Tina            | Phim ngắn |
| 2017 | Apóstol                     | Công chúa Viria |           |

### Truyền hình
| Năm         | Tựa đề          | Vai trò                           | Ghi chú            |
| ----------- | --------------- | --------------------------------- | ------------------ |
| 2010        | rạng Đông       | cú chọc                           |                    |
| 2012        | Apazado Corazón | Rebeca Marcano                    |                    |
| 2013        | Rosario         | Trương Bá Chi                     |                    |
| 2014        | Cosita linda    | Maria Jose Luján / Mariana Vargas |                    |
| 2014 2015   | Tierra de reyes | Andrea del Junco                  | 159 tập            |
| 2016        | El Chema        | Giới trẻ                          | Tập: "Joven matón" |
| 2017        | El desconocido  | Karla                             |                    |
| 2017        | Vikki RPM       | Kira Rivera                       | 59 tập             |
| 20172012018 | Sin tu mirada   | Vanessa Villoslada                |                    |

### Video âm nhạc
| Năm  | Bài hát                                                  | Vai trò          |
| ---- | -------------------------------------------------------- | ---------------- |
| 2012 | "Yo no Soy un monstruo" của Elvis Crespo và Los Ilegales | Cô gái nổi tiếng |

## Phần thưởng và đề cử
| Năm  | Hội                         | thể loại | Đề cử công trình | Kết quả |
| ---- | --------------------------- | --- | --- | ------- |
| 2015 | Giải thưởng cuộc sống Miami | Nữ diễn viên trẻ xuất sắc nhất ở Telenovela                                                                               | Cosita linda \|style="background: #FDD; color: black; vertical-align: middle; text-align: center; " class="no table-no2"\|Đề cử             |         |
| 2015 | Premios Tu Mundo            | Nữ diễn viên chính được yêu thích                                                                                         | Tierra de reyes \|style="background: #99FF99; color: black; vertical-align: middle; text-align: center; " class="yes table-yes2"\|Đoạt giải |         |
| 2015 | Premios Tu Mundo            | style="background: #99FF99; color: black; vertical-align: middle; text-align: center; " class="yes table-yes2"\|Đoạt giải | Tierra de reyes \|style="background: #99FF99; color: black; vertical-align: middle; text-align: center; " class="yes table-yes2"\|Đoạt giải |         |